# 小花藜芦
小花藜芦（学名：Veratrum micranthum）为黑藥花科藜芦属下的一个种。

## 扩展阅读
- 維基物種上的相關：小花藜芦